# Wereldkampioenschappen synchroonzwemmen 1991 – Team vrouwen
Het team vrouwen tijdens de wereldkampioenschappen synchroonzwemmen 1991 vond plaats in Perth, Australië.

## Uitslag
De eerste acht teams, hier aangegeven met groen, gingen door naar de finale.
| Rang   | Naam | Land                | Kwalificatie | Kwalificatie | Finale        | Finale        |
| Rang   | Naam | Land                | Punten       | Rang         | Punten        | Rang          |
| ------ | --- | ------------------- | ------------ | ------------ | ------------- | ------------- |
| Goud   | Kristen Babb-Sprague Becky Dyroen Karen Josephson Sarah Josephson Jill Savery Nathalie Schneyder Heather Simmons Michelle Svitenko                    | Verenigde Staten    | 195,5840     | 1            | 196,1440      | 1             |
| Zilver | Lisa Alexander Karen Clark Charlene Davies Karen Fonteyne Kathy Glen Heather Johnston Christine Larsen Cari Read                                      | Canada              | 192,5790     | 2            | 193,2590      | 2             |
| Brons  | Hisako Aoishi Mina Enkaku Kiyoko Ishibashi Ikuko Kato Fumiko Okuno Aki Takayama Yumi Wakabayashi Chiaki Yamamura                                      | Japan               | 189,5930     | 3            | 189,7530      | 3             |
| 4      | Vera Artemova Elena Azarova Elana Dolzhenko Elen Foschevskaia Anna Kozlova Gana Maksimova Olga Piliptchuk Olga Sedakova                               | Sovjet-Unie         | 187,8040     | 4            | 188,2040      | 4             |
| 5      | Maria Aeschbacher Marie Ann Bruckert Anne Capron Mylene Denon Celine Leveque Annie Lignot Anne-Caroline Mathuie Karine Schuler                        | Frankrijk           | 181,7650     | 5            | 182,8850      | 5             |
| 6      | Zewen Guan Jie Jiang Jia Li Yan Long Xi Luo Min Tan Hong Tao Xiaojie Wang                                                                             | China               | 179,5550     | 6            | 179,8350      | 6             |
| 7      | Giovanna Burlando Paola Celli Roberta Farinelli Stefania Gallazzi Loreda Gentilezza Roberta Guidi Maria Macchi Adele Tintori                          | Italië              | 178,2890     | 7            | 178,6490      | 7             |
| 8      | Angela Davenport Maria Erraught Colette Geier Natasha Haynes Vicky Maybury Sarah Northey Louise Skidmore Laila Vakil                                  | Verenigd Koninkrijk | 174,8130     | 8            | 176,7730      | 8             |
| 9      | Marjolein Both Sandra Braaksma Michelle Disveld Anneke Nederveen Marjolijn Philipsen Frouke van Beek Mirjam Veerman Tamara Zwart                      | Nederland           | 174,1880     | 9            | Uitgeschakeld | Uitgeschakeld |
| 10     | Gabriela Gartmann Caroline Imoberdorf Daniela Jordi Christin Jorg-Lippuner Simone Lippuner Claudia Peczinka Stephanie Ritter Liliane Wagner           | Zwitserland         | 174,0750     | 10           | Uitgeschakeld | Uitgeschakeld |
| 11     | Lisa Critoph Celeste Ferraris Frances Hall Margaret Hall Sheridan Pinder Donna Rankin Semon Rohloff Lisa Stabback-Lieschke                            | Australië           | 170,2190     | 11           | Uitgeschakeld | Uitgeschakeld |
| 12     | Marta Amoros Romagosa Nuria Ayala Mitjavila Elisabeth Fernandez Elsa Gracia Esther Jauma Cayuela Eva Lopez Morales Hildegarda orfila Elisenda Salrach | Spanje              | 169,4080     | 12           | Uitgeschakeld | Uitgeschakeld |
| 13     | Kelly Adair Johanna Ashworth Debbie Bond Lizzie Burslem Alexandra Thompson Nikki Throughton Katrina Weir Mandy Zukerman                               | Nieuw-Zeeland       | 156,2220     | 13           | Uitgeschakeld | Uitgeschakeld |